# سیارک ۳۰۶۰
سیارک ۳۰۶۰ (به انگلیسی: 3060 Delcano، نامگذاری:1982RD1) سه هزار و شصتمین سیارک کشف شده‌است که در ۱۲ سپتامبر ۱۹۸۲ کشف شد.
قدر مطلق سیارک برابر ۱۳٫۴۰ است.